# Lokaler Körper
Ein lokaler Körper ist in der Algebra und Zahlentheorie ein topologischer Körper, dessen zugrundeliegende Topologie lokalkompakt und nicht diskret ist.
Die Topologie eines solchen Körpers lässt sich immer durch einen Betrag beschreiben.
Es gibt zwei grundsätzlich verschiedene Typen von lokalen Körpern: Archimedische lokale Körper und nicht-archimedische lokale Körper.
Lokale Körper lassen sich vollständig klassifizieren:
- Archimedische lokale Körper sind immer isomorph zu {\displaystyle \mathbb {R} } oder {\displaystyle \mathbb {C} }.
- Nicht-archimedische lokale Körper der Charakteristik {\displaystyle 0} sind immer isomorph zu einer endlichen Körpererweiterung der {\displaystyle p}-adischen Zahlen {\displaystyle \mathbb {Q} _{p}} (für eine Primzahl {\displaystyle p}).
- Nicht-archimedische lokale Körper der Charakteristik {\displaystyle p>0} sind immer isomorph zum Körper der formalen Laurent-Reihen {\displaystyle F((t))}, wobei {\displaystyle F} ein endlicher Körper der Charakteristik {\displaystyle p} und {\displaystyle t} eine formale Variable ist.

Nicht-archimedische lokale Körper kann man äquivalent auch charakterisieren als Körper, die vollständig bezüglich einer nicht-trivialen diskreten Bewertung sind und einen endlichen Restklassenkörper besitzen. Solche lokale Körper treten in der algebraischen Zahlentheorie als Vervollständigungen von globalen Körpern auf.

## Verwendung und Terminologie
In der Zahlentheorie ist man an Lösungen von Gleichungen über dem Körper der rationalen Zahlen {\displaystyle \mathbb {Q} } interessiert, einem globalen Körper, der die Charakteristik {\displaystyle 0} hat. Nach dem Satz von Ostrowski gibt es hier zwei Arten von Betragsfunktionen, einmal archimedisch (bezüglich der sich die rationalen Zahlen zu den reellen Zahlen vervollständigen lassen) und eine Familie nicht-archimedischer Bewertungen (bezüglich der sie sich zu den p-adischen Zahlen vervollständigen lassen). Die zugehörigen lokalen Körper sind die reellen und p-adischen Zahlen. Nach dem Hasse-Prinzip (Lokal-Global-Prinzip nach Helmut Hasse) kann man manchmal von der Lösbarkeit über lokalen Körpern auf die Lösbarkeit im globalen Körper der rationalen Zahlen schließen, etwa für nicht-ausgeartete quadratische Formen. Mit Hilfe lokaler Körper wird die lokale Klassenkörpertheorie formuliert, ebenfalls begründet durch Hasse, und von Claude Chevalley zum Aufbau der globalen Klassenkörpertheorie ohne Rückgriff auf Methoden der analytischen Zahlentheorie benutzt. Die Darstellung der lokalen Klassenkörpertheorie mit Hilfe der Gruppenkohomologie ist seit dem Seminar von Emil Artin und John T. Tate ein Standardzugang und zum Beispiel in dem Buch von Serre Local Fields dargestellt.
Wie bei den Begriffen „lokaler Ring“ und „Lokalisierung“ in der Algebra hat die Bezeichnung lokal ihren Ursprung in der Analogie des Zahlkörper-Falls mit dem Fall eines Funktionenkörpers über einer komplexen algebraischen Kurve (riemannsche Fläche), wo „lokal“ das Verhalten der Funktionen in der Umgebung eines Punktes beschreibt und „global“ die Möglichkeit, die in einer lokalen Umgebung von Punkten etwa über eine Potenzreihe definierte Funktion auf der ganzen riemannschen Fläche zu einer globalen Funktion zusammenzufügen.

## Eigenschaften von nicht-archimedischen lokalen Körpern
Gegeben ein nicht-archimedischer lokaler Körper {\displaystyle K} mit Betrag |·|. Dann sind die folgenden Objekte von Bedeutung:
- der Bewertungsring {\displaystyle {\mathcal {O}}=\{a\in K:|a|\leq 1\}}: Ein lokaler Hauptidealring, der gleichzeitig die abgeschlossene Einheitskugel in {\displaystyle K} darstellt.
- das maximale Ideal {\displaystyle {\mathfrak {m}}=\{a\in K:|a|<1\}} von {\displaystyle {\mathcal {O}}}: die offene Einheitskugel von {\displaystyle K}.
- der Restklassenkörper {\displaystyle k={\mathcal {O}}/{\mathfrak {m}}}, der als Quotient der kompakten Gruppe {\displaystyle {\mathcal {O}}} nach einer offenen Gruppe {\displaystyle {\mathfrak {m}}} endlich sein muss (weil er kompakt und diskret ist)

### Beispiele
1. Die {\displaystyle p}-adischen Zahlen {\displaystyle K=\mathbb {Q} _{p}}: Der Bewertungsring ist {\displaystyle {\mathcal {O}}=\mathbb {Z} _{p}}, der Ring der ganzen {\displaystyle p}-adischen Zahlen. Das darin enthaltene maximale Ideal ist {\displaystyle {\mathfrak {m}}=p\mathbb {Z} _{p}}, also das Hauptideal, das von {\displaystyle p} erzeugt wird. Der Restklassenkörper {\displaystyle k={\mathcal {O}}/{\mathfrak {m}}=\mathbb {Z} _{p}/(p\mathbb {Z} _{p})\cong \mathbb {Z} /p\mathbb {Z} }
2. Die formalen Laurent-Reihen {\displaystyle F((t))} einer formalen Variable {\displaystyle t} über einem endlichen Körper {\displaystyle F}: Der Bewertungsring ist {\displaystyle {\mathcal {O}}=F[[t]]}, der Ring der formalen Potenzreihen in {\displaystyle t} über {\displaystyle F}. Das darin enthaltene maximale Ideal ist {\displaystyle {\mathfrak {m}}=tF[[t]]}, also die Menge aller Potenzreihen mit konstantem Term {\displaystyle 0}. Der Restklassenkörper {\displaystyle k={\mathcal {O}}/{\mathfrak {m}}=F[[t]]/tF[[t]]\cong F}
3. Die formalen Laurent-Reihen über {\displaystyle \mathbb {C} } sind kein lokaler Körper, da ihr Restklassenkörper isomorph zu {\displaystyle \mathbb {C} } ist, was nicht endlich ist.

## Verallgemeinerungen
Es gibt eine Verallgemeinerung der lokalen Körper durch die sogenannten höheren lokalen Körper. Für {\displaystyle n\in \mathbb {N} } ist ein n-lokaler Körper ein Körper, der vollständig bezüglich einer diskreten Bewertung ist, und dessen Restklassenkörper ein (n-1)-lokaler Körper ist. Die 1-lokalen Körper sind dabei die gewöhnlichen lokalen Körper. Zum Beispiel sind
{\displaystyle \mathbb {Q} _{p}((t))} oder {\displaystyle \mathbb {F} _{p}((t_{1}))((t_{2}))} 2-lokale Körper.